# أبراهام كيمدور
ابراهام كيمدور (بالإنجليزية: Abraham Kumedor)‏ (25 فبراير 1985 بأكرا في غانا - ) هو لاعب كرة قدم غاني في مركز الوسط. لعب مع بودوتشنوست بودغوريتسا ونادي الفتح ونادي رويال شارلروا ونادي سانت جورج ونادي هارت أوف ليونز.

## وصلات خارجية
- أبراهام كيمدور على موقع الاتحاد الأوربي (الإنجليزية)
- أبراهام كيمدور على موقع قاعدة بيانات كرة القدم.إي يو (الإنجليزية)
- أبراهام كيمدور على موقع Soccerway.com (الإنجليزية)